# 锡尔堡 (西班牙)
锡尔堡，是西班牙加泰罗尼亚巴塞罗那省的一个市镇。总面积34平方公里，总人口406人（2001年），人口密度12人/平方公里。